# Traian Nițescu
Traian I. Nițescu, född 11 oktober 1902 i Craiova, död 19 april 1984 i Calgary, Kanada, var en rumänsk bobåkare. Han deltog vid olympiska vinterspelen i Sankt Moritz 1928. Hans lag kom på sjunde plats.